# Hucha

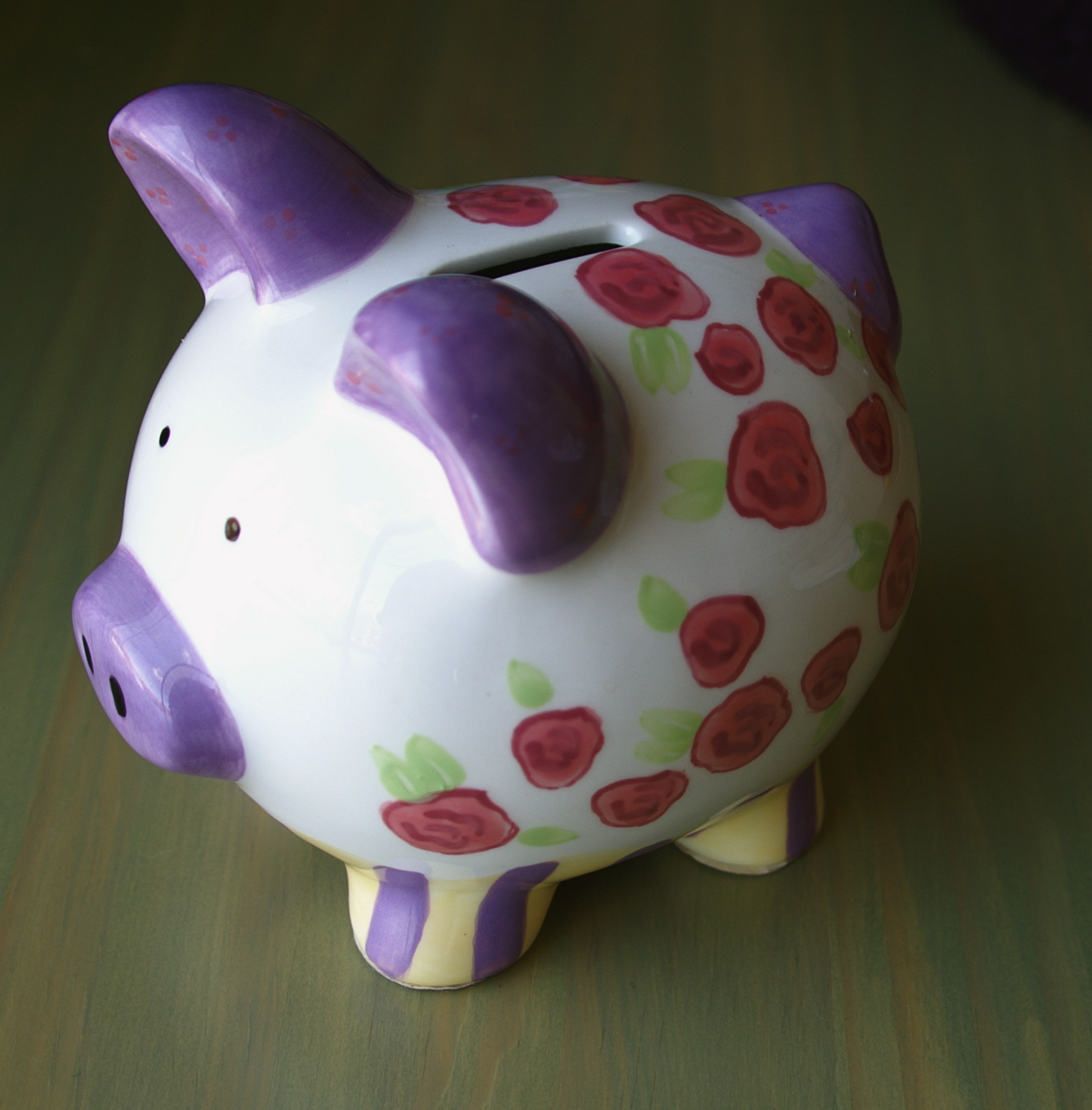
La tradicional hucha del cerdito, fabricada en cerámica esmaltada.

Hucha (galicismo: del francés huche), cerdito y chanchito son nombres tradicionales de un recipiente destinado a la acumulación y el almacenaje de monedas, usado en especial por los niños. Tradicionalmente se fabrican huchas con forma de cerdo, antes en barro sin esmaltar y luego en compuestos cerámicos y otros materiales (madera, metal, plásticos, etc). En gran parte de Hispanoamérica y en Andalucía, el mismo objeto se designa con el término de origen árabe alcancía. En Bolivia, Costa Rica y Cuba, se le llama huaca.
Las huchas se han utilizado para estimular el ahorro en los niños: el dinero se puede introducir fácilmente por una ranura, pero hay que romper la hucha para sacarlo. También existen huchas mecánicas en las que, poniendo la moneda en un punto determinado, se acciona un mecanismo (manual o automáticamente) para «engullirla».

## Orígenes

### Griegos y romanos
En Occidente, el hallazgo arqueológico más antiguo de una hucha o “caja de dinero” data del siglo II a. C. en la colonia griega de Priene (Jonia central, en la actual Turquía) durante la excavación de un edificio residencial, y representa la forma de un templo griego en miniatura con una hendidura en el frontón. Se han encontrado diversos recipientes hechos de arcilla cocida en excavaciones de las ciudades romanas de Pompeya y Herculano y otras provincias del Imperio romano, sobre todo de la época tardía, particularmente en la Gran Bretaña romana y a lo largo del Rin.

### Inglaterra
En la Inglaterra del siglo XV, para fabricar artículos y utensilios de cocina se utilizaba un tipo de arcilla, de color casi naranja, que se conocía como "pygg". En aquel tiempo también se empezaron a usar ollas y jarras para guardar (ahorrar) monedas, por lo que comenzaron a llamarse "pygg jar". Más tarde, en el siglo XVIII se le dio a aquel recipiente el nombre que ha llegado hasta nuestros días: piggy bank. El nombre evoca el juego de palabras con los nombres en inglés de la arcilla y del cerdo ("pygg", arcilla rosada, y pig, "cerdo") y los conceptos asociados a la riqueza y la abundancia).

### Lejano Oriente
En el Lejano Oriente, existen figuras con un simbolismo relacionado con la fortuna, como el Chan Chu (sapo o rana del dinero) o el gato de la fortuna japonés, Maneki Neko, de color amarillo, asociado a la economía de quien lo posee y modernamente convertido en alcancía. Otro objeto similar es el jabalí indonesio  («celengan o celeng»), usado como símbolo en los bancos nacionales de aquel país. Algunos estudios sitúan el origen de estos recipientes en la época del emperador Wu (141 a. C. - 87 a. C.) de la dinastía Han. Eran fabricados en cerámica, porcelana o bambú para facilitar que una vez llenos de monedas, pudieran abrirse/romperse para recuperar el dinero, de ahí que sean pocos los ejemplares conservados. Se denominaban, de forma genérica "pumān" (en chino : 扑满  ; pinyin: mǎn pū) y el más antiguo es un ejemplar de Ge Hong (葛洪, Gehong) de la dinastía Jin (266-420).[cita requerida]

Huchas a través del tiempo
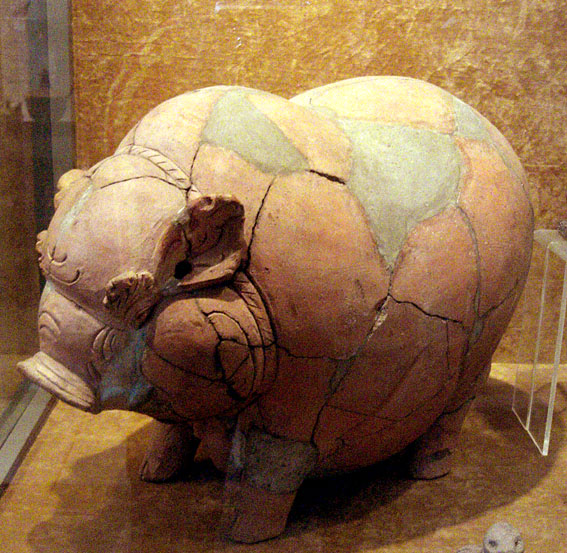
«Celeng» de Yakarta, (hacia el siglo XV), isla de Java.
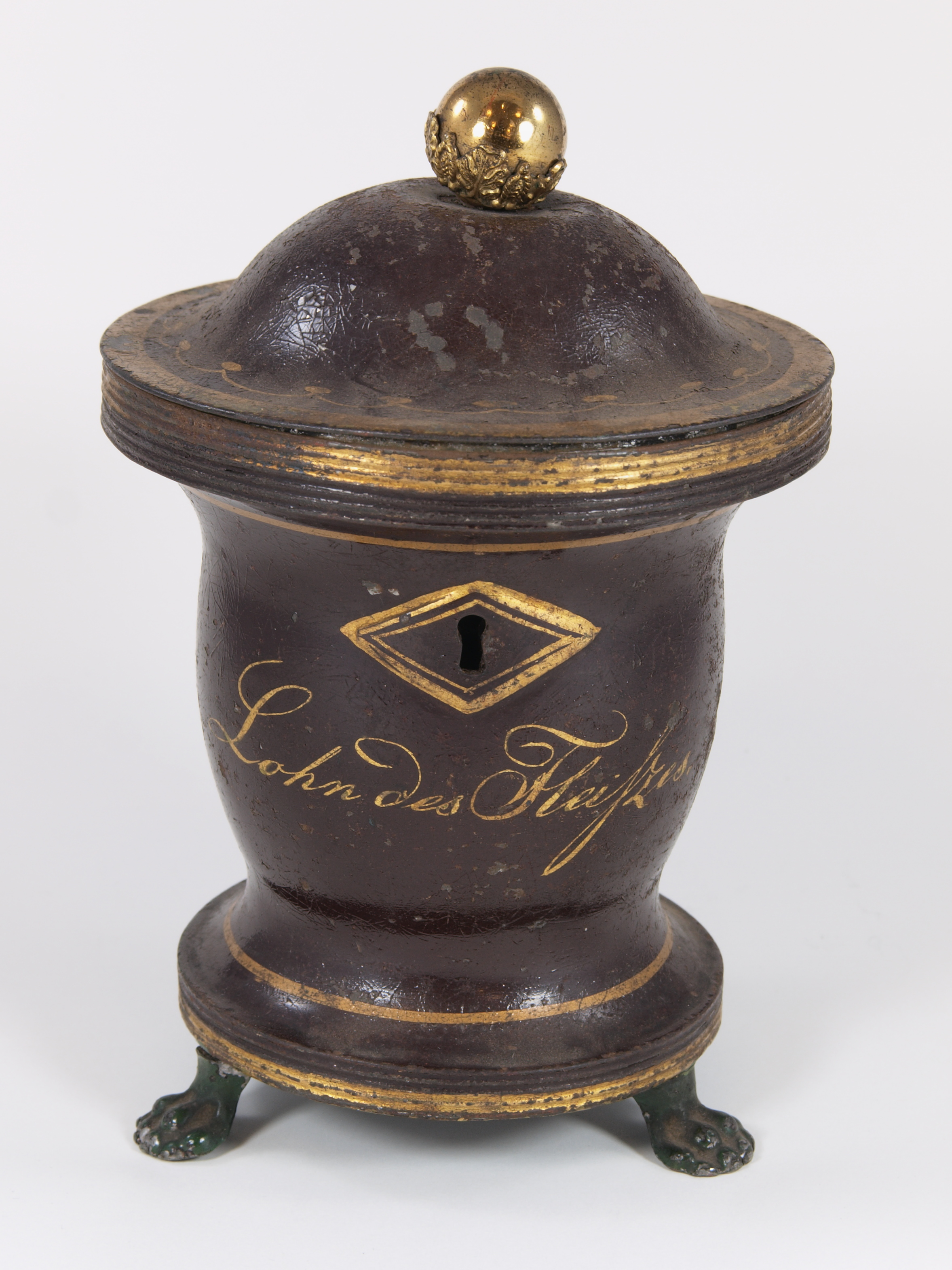
Hucha alemana (1822)
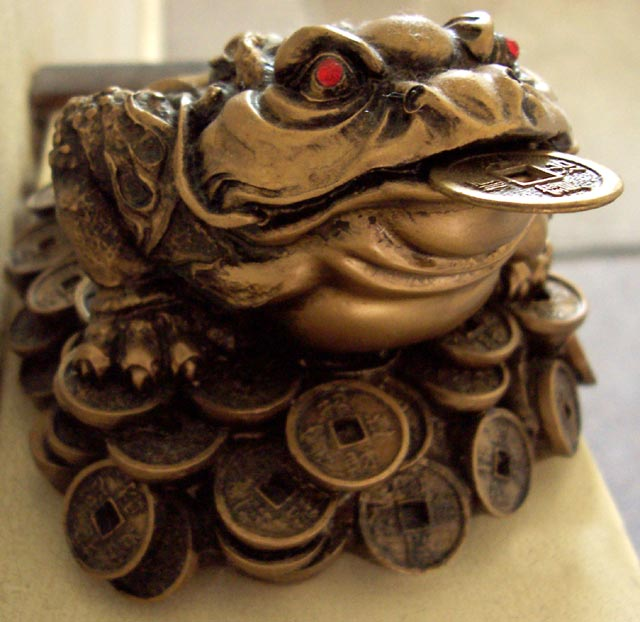
«Chan Chu» de bronce. Sapo o rana toro con tres patas.
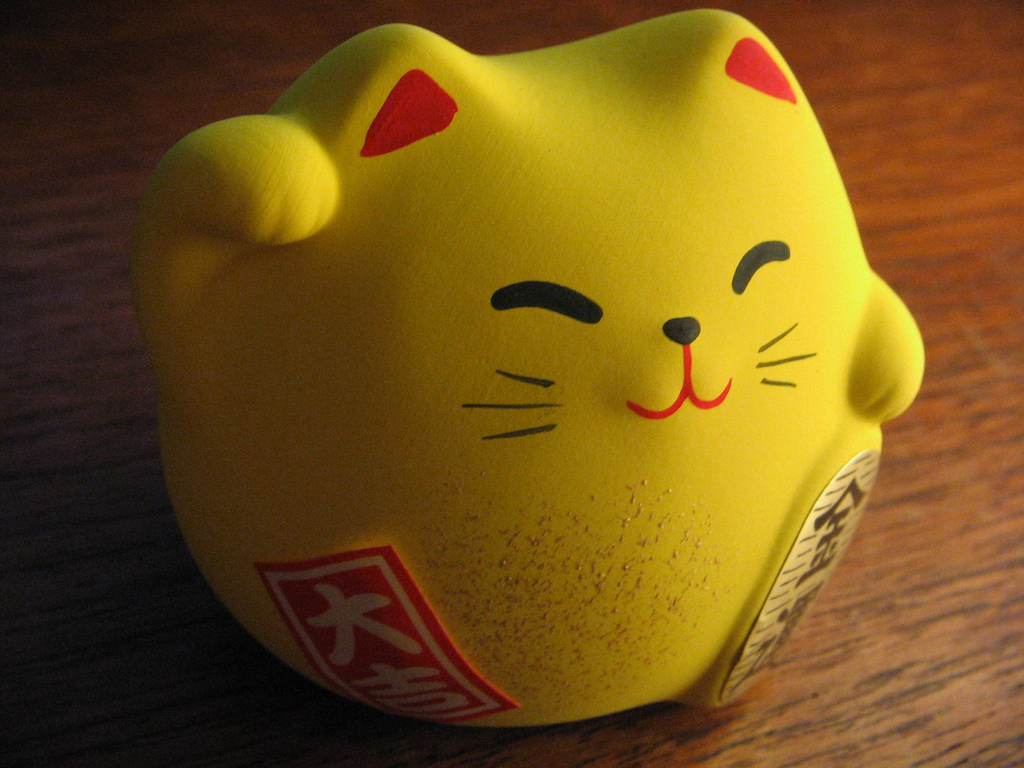
El popular «Maneki Neko» (gato japonés de la fortuna)
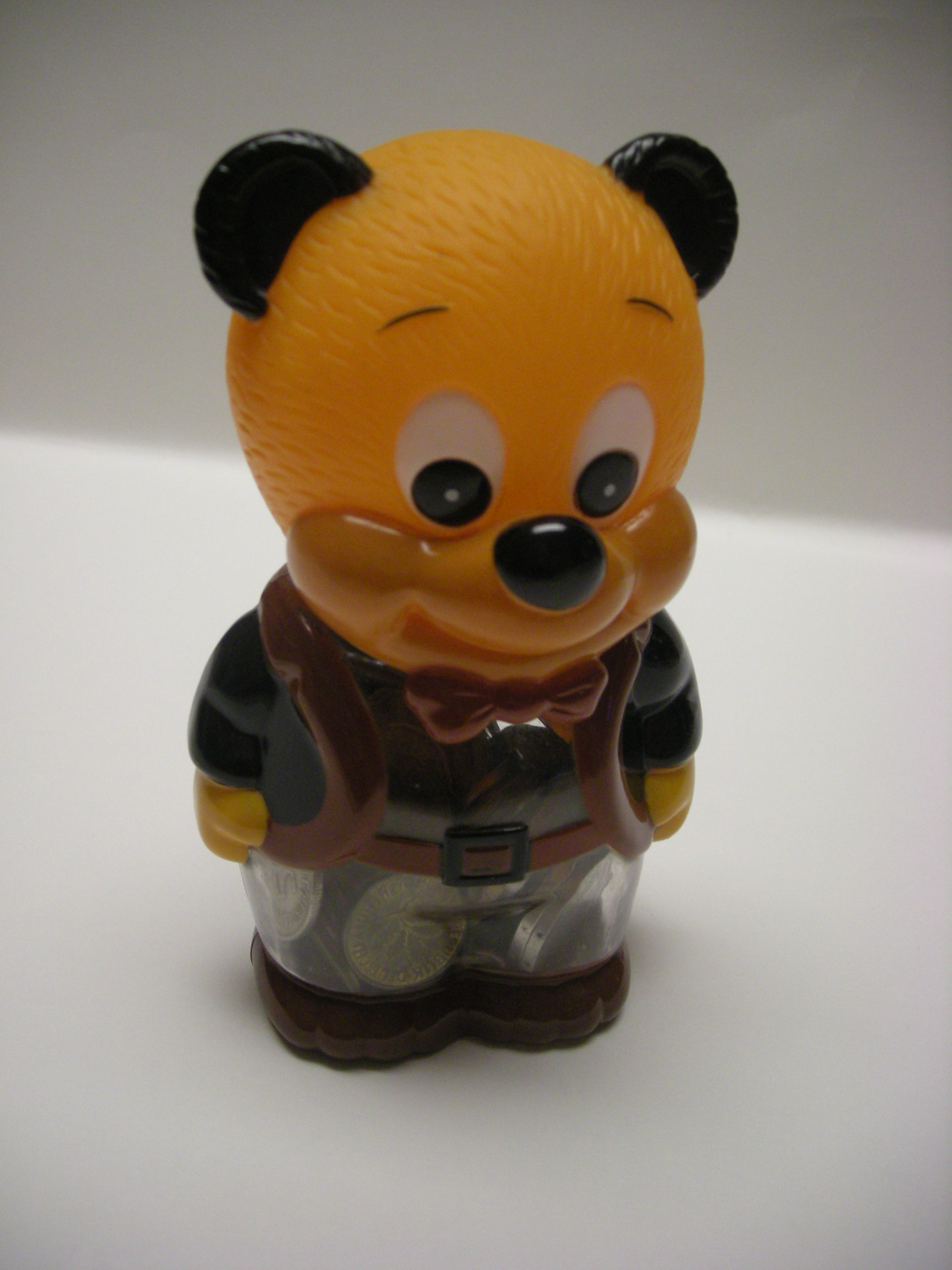
Hucha alemana de juguete (moderna)

## Emblema social y coleccionismo

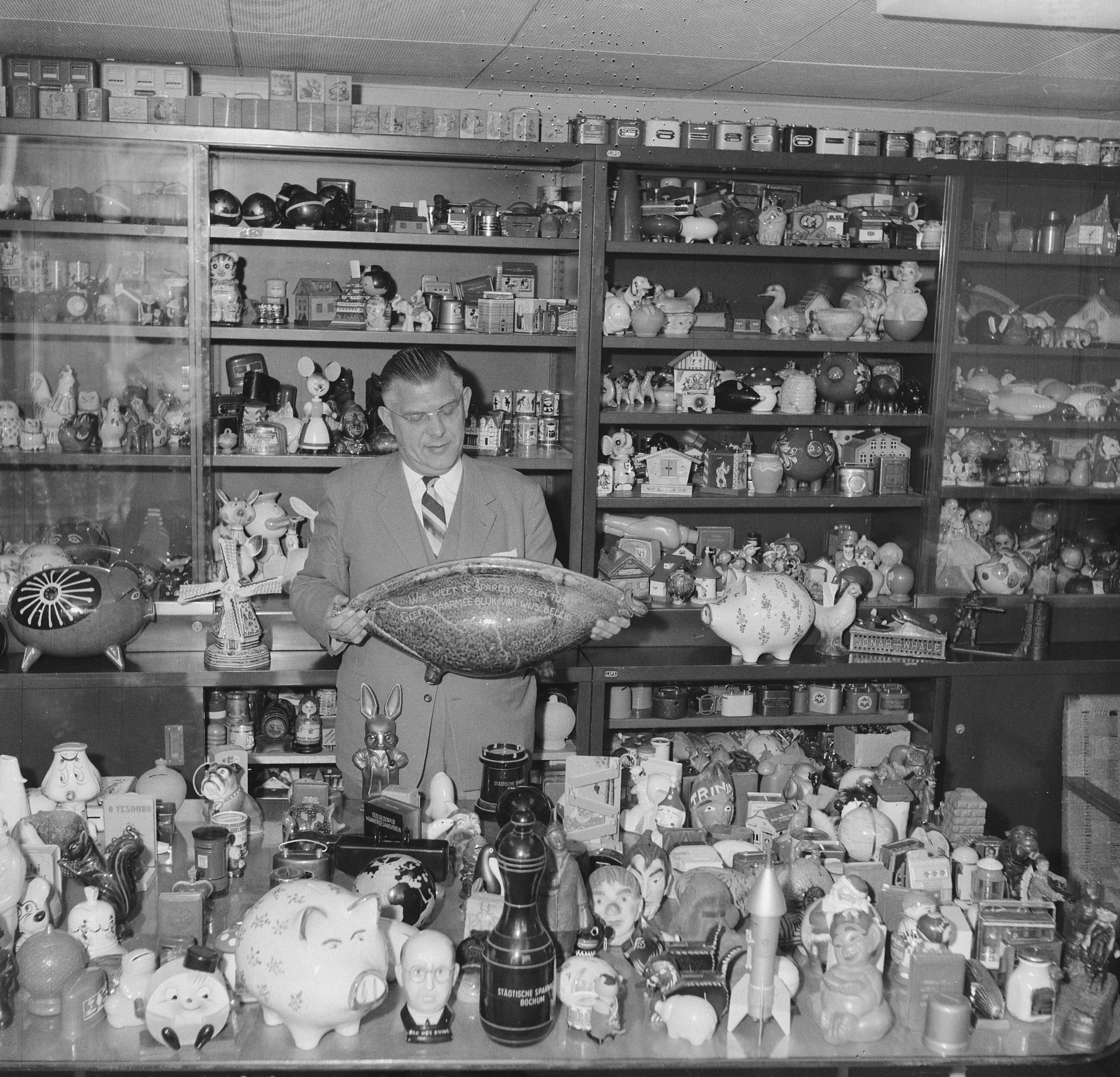
El holandés Ter Wolbeek mostrando su colección de huchas, considerada la segunda más grande del mundo

- En un contexto social, las huchas aún son utilizadas en cuestaciones populares y recogida de dinero para obras benéficas. Así, por ejemplo, en favor de Afanoc, Aspanion, Domund y la Asociación Española Contra el Cáncer. Con el siglo XXI, el vehículo de muchas de esas campañas.[6]
- Algunas organizaciones benéficas distribuyen huchas solidarias por los comercios como parte de sus campañas de recaudación de fondos.[cita requerida]
- Todavía hay bancos que reparten huchas entre los niños para incentivar su inclinación al ahorro. Por ejemplo el Danske Bank con la forma de el pingüino Pondus.
- La hucha se ha convertido en un objeto coleccionable, con infinidad de modelos, algunos considerados como piezas de arte moderno.[cita requerida]